# Jean-Édouard Adam
Jean-Édouard Adam  (Rouen, 11 de outubro de 1768 — Montpellier, 11 de novembro de 1807) foi um químico francês.

## Vida
Começando em 1800 enquanto estudava em Montpellier, inventou várias modificações estáticas para melhorar a retificação química, sobre o qual a industrialização da fabricação de bebidas alcoólicas, etc., desde então se baseou.